# ماتيو موري
ماتيو موري (مواليد 2 مارس 2000) هو لاعب كرة قدم إسباني يلعب في مركز الظهير الأيمن في نادي بوروسيا دورتموند.